# Pseudoneureclipsis maroccana
Pseudoneureclipsis maroccana là một loài Trichoptera trong họ Dipseudopsidae. Chúng phân bố ở miền Cổ bắc.